# Rio Ogaratim
Rio Ogaratim är ett vattendrag i Brasilien.   Det ligger i delstaten Rio Grande do Sul, i den södra delen av landet, 1 400 km söder om huvudstaden Brasília.
I omgivningarna runt Rio Ogaratim växer i huvudsak städsegrön lövskog. Runt Rio Ogaratim är det glesbefolkat, med 10 invånare per kvadratkilometer.